# 56e cérémonie des Grammy Awards
 (avril 2025).
Si vous disposez d'ouvrages ou d'articles de référence ou si vous connaissez des sites web de qualité traitant du thème abordé ici, merci de compléter l'article en donnant les références utiles à sa vérifiabilité et en les liant à la section « Notes et références ».
La 56e cérémonie des Grammy Awards s'est déroulée le 26 janvier 2014 au Staples Center à Los Angeles. 

## Prestations
| Artiste(s)                                                                                | Chanson(s)                                                                                               |
| ----------------------------------------------------------------------------------------- | --- |
| Beyoncé Jay-Z                                                                             | Drunk in Love                                                                                            |
| Lorde                                                                                     | Royals                                                                                                   |
| Hunter Hayes                                                                              | Invisible                                                                                                |
| Katy Perry Juicy J                                                                        | Dark Horse                                                                                               |
| Robin Thicke Chicago                                                                      | Blurred Lines Saturday in the Park                                                                       |
| Keith Urban Gary Clark Jr.                                                                | Cop Car                                                                                                  |
| John Legend                                                                               | All of Me                                                                                                |
| Taylor Swift                                                                              | All Too Well                                                                                             |
| Pink Nate Ruess                                                                           | Try Just Give Me a Reason                                                                                |
| Ringo Starr                                                                               | Photograph                                                                                               |
| Kendrick Lamar Imagine Dragons                                                            | Radioactive m.A.A.d city                                                                                 |
| Kacey Musgraves                                                                           | Follow Your Arrow                                                                                        |
| Ringo Starr Paul McCartney                                                                | Queenie Eye                                                                                              |
| Merle Haggard Kris Kristofferson Willie Nelson Blake Shelton                              | Okie from Muskogee                                                                                       |
| Daft Punk Nile Rodgers Stevie Wonder Pharrell Williams                                    | Get Lucky Le Freak Harder, Better, Faster, Stronger Another Star Lose Yourself to Dance Around the World |
| Sara Bareilles Carole King                                                                | Beautiful Brave                                                                                          |
| Metallica Lang Lang                                                                       | One |
| Macklemore Ryan Lewis Mary Lambert Madonna Queen Latifah Trombone Shorty & Orleans Avenue | Same Love Open Your Heart                                                                                |
| Billie Joe Armstrong Miranda Lambert                                                      | When Will I Be Loved                                                                                     |
| Nine Inch Nails Queens of the Stone Age Dave Grohl Lindsey Buckingham                     | Copy of A My God Is the Sun                                                                              |

## Palmarès
Enregistrement de l'année
- Get Lucky – Daft Punk, Nile Rodgers et Pharrell Williams
  - Radioactive – Imagine Dragons
  - Royals – Lorde
  - Locked Out of Heaven – Bruno Mars
  - Blurred Lines – Robin Thicke featuring T.I. et Pharrell Williams

Album de l'année
- Random Access Memories – Daft Punk
  - The Blessed Unrest – Sara Bareilles
  - Good Kid, M.A.A.D City – Kendrick Lamar
  - The Heist – Macklemore et Ryan Lewis
  - Red – Taylor Swift

Chanson de l'année
- Royals – Lorde
  - Just Give Me a Reason – Pink et Nate Ruess
  - Locked Out of Heaven – Bruno Mars
  - Roar – Katy Perry
  - Same Love – Macklemore, Ryan Lewis et Mary Lambert

Meilleur nouvel artiste
- Macklemore et Ryan Lewis
  - James Blake
  - Kendrick Lamar
  - Kacey Musgraves
  - Ed Sheeran

Meilleure prestation pop en solo
- Royals – Lorde
  - Brave – Sara Bareilles
  - When I Was Your Man – Bruno Mars
  - Roar – Katy Perry
  - Mirrors – Justin Timberlake

Meilleur duo pop/prestation de groupe
- Get Lucky – Daft Punk, Nile Rodgers et Pharrell Williams
  - Just Give Me a Reason – Pink featuring Nate Ruess
  - Stay – Rihanna featuring Mikky Ekko
  - Blurred Lines  – Robin Thicke featuring T.I. et Pharrell
  - Suit and Tie – Justin Timberlake et Jay-Z

Meilleur album pop instrumental
- Steppin' Out – Herb Alpert
  - The Beat – Boney James
  - Handpicked – Earl Klugh
  - Summer Horns – Dave Koz, Gerald Albright, Mindi Abair et Richard Elliot
  - Hacienda – Jeff Lorber Fusion

Meilleur album pop vocal
- Unorthodox Jukebox – Bruno Mars
  - Paradise – Lana Del Rey
  - Pure Heroine – Lorde
  - Blurred Lines – Robin Thicke
  - The 20/20 Experience - The Complete Experience – Justin Timberlake

Meilleur enregistrement dance
- Clarity – Zedd featuring Foxes
  - Need U (100%) – Duke Dumont featuring A*M*E & MNEK
  - Sweet Nothing – Calvin Harris featuring Florence Welch
  - Atmosphere – Kaskade
  - This Is What It Feels Like – Armin van Buuren featuring Trevor Guthrie

Meilleur album dance/electro
- Random Access Memories – Daft Punk
  - Settle – Disclosure
  - 18 Months – Calvin Harris
  - Atmosphere – Kaskade
  - A Color Map Of The Sun – Pretty Lights

Meilleur album pop vocal traditionnel
- To Be Loved – Michael Bublé
  - Viva Duets – Tony Bennett et Various Artists
  - The Standards – Gloria Estefan
  - Cee Lo's Magic Moment – Cee Lo Green
  - Now – Dionne Warwick

Meilleure prestation rock
- Radioactive – Imagine Dragons
  - Always Alright – Alabama Shakes
  - The Stars (Are Out Tonight) – David Bowie
  - Kashmir – Led Zeppelin
  - My God Is The Sun – Queens of the Stone Age
  - I'm Shakin' – Jack White

Meilleure prestation hard rock/métal
- God Is Dead? – Black Sabbath
  - T.N.T. – Anthrax
  - The Enemy Inside – Dream Theater
  - In Due Time – Killswitch Engage
  - Room 24 – Volbeat featuring King Diamond

Meilleure chanson rock
- Cut Me Some Slack – Dave Grohl, Paul McCartney, Krist Novoselic & Pat Smear
  - Ain't Messin 'Round – Gary Clark Jr.
  - Doom And Gloom – The Rolling Stones
  - God Is Dead? – Black Sabbath
  - Panic Station – Muse

Meilleure du meilleur album rock
- Celebration Day – Led Zeppelin
  - 13 – Black Sabbath
  - The Next Day – David Bowie
  - Mechanical Bull – Kings of Leon
  - ...Like Clockwork – Queens of the Stone Age
  - Psychedelic Pill – Neil Young With Crazy Horse

Meilleure du meilleur album de musique alternative
- Modern Vampires of the City – Vampire Weekend
  - The Worse Things Get, The Harder I Fight, The Harder I Fight, The More I Love You – Neko Case
  - Trouble Will Find Me – The National
  - Hesitation Marks – Nine Inch Nails
  - Lonerism – Tame Impala

Meilleure prestation R&B
- Something – Snarky Puppy featuring Lalah Hathaway
  - Love And War – Tamar Braxton
  - Best Of Me – Anthony Hamilton
  - Nakamarra – Hiatus Kaiyote featuring Q-Tip
  - How Many Drinks? – Miguel featuring Kendrick Lamar

Meilleure prestation R&B traditionnel
- Please Come Home – Gary Clark Jr.
  - Get It Right – Fantasia
  - Quiet Fire – Maysa
  - Hey Laura – Gregory Porter
  - Yesterday – Ryan Shaw

Meilleure chanson R&B
- Pusher Love Girl – James Fauntleroy, Jerome Harmon, Timothy Mosley et Justin Timberlake
  - Best Of Me – Anthony Hamilton et Jairus Mozee
  - Love And War – Tamar Braxton, Darhyl Camper, Jr., LaShawn Daniels et Makeba Riddick
  - Only One – PJ Morton
  - Without Me – Fantasia, Missy Elliott, Al Sherrod Lambert, Harmony Samuels et Kyle Stewart

Meilleur album urbain contemporain
- Unapologetic – Rihanna
  - Love And War – Tamar Braxton
  - Side Effects Of You – Fantasia
  - One: In The Chamber – Salaam Remi
  - New York: A Love Story – Mack Wilds

Meilleur album R&B
- Girl On Fire – Alicia Keys
  - R&B Divas – Faith Evans
  - Love In The Future – John Legend
  - Better – Chrisette Michele
  - Three Kings – TGT (en)

Meilleure prestation rap
- Thrift Shop – Macklemore et Ryan Lewis featuring Wanz
  - Started from the Bottom – Drake
  - Berzerk – Eminem
  - Tom Ford – Jay-Z
  - Swimming Pools (Drank) – Kendrick Lamar

Meilleure collaboration rap/chant
- Holy Grail – Jay-Z featuring Justin Timberlake
  - Power Trip – J. Cole featuring Miguel
  - Part II (On the Run) – Jay-Z featuring Beyoncé
  - Now Or Never – Kendrick Lamar featuring Mary J. Blige
  - Remember You – Wiz Khalifa featuring The Weeknd

Meilleure chanson rap
- Thrift Shop – Ben Haggerty et Ryan Lewis
  - F***in' Problems – Tauheed Epps, Aubrey Graham, Kendrick Lamar, Rakim Mayers et Noah Shebib
  - Holy Grail – Shawn Carter, Terius Nash, J. Harmon, Timothy Mosley, Justin Timberlake et Ernest Wilson
  - New Slaves – Christopher Breaux, Ben Bronfman, Mike Dean, Noah Goldstein, Louis Johnson, Malik Jones, Sham Joseph Elon Rutberg, Sakiya Sandifer, Travis Scott, Che Smith, Kanye West et Cydell Young
  - Started from the Bottom – W. Coleman, Aubrey Graham et Noah Shebib

Meilleur album rap
- The Heist – Macklemore et Ryan Lewis
  - Nothing Was the Same – Drake
  - Magna Carta Holy Grail – Jay-Z
  - Good Kid, M.A.A.D City – Kendrick Lamar
  - Yeezus – Kanye West

Meilleure prestation country en solo
- Wagon Wheel – Darius Rucker
  - I Drive Your Truck – Lee Brice
  - I Want Crazy – Hunter Hayes
  - Mama's Broken Heart – Miranda Lambert
  - Mine Would Be You – Blake Shelton

Meilleure prestation de country duo/groupe
- From This Valley – The Civil Wars
  - Don't Rush – Kelly Clarkson featuring Vince Gill
  - Your Side Of The Bed – Little Big Town
  - Highway Don't Care – Tim McGraw, Taylor Swift et Keith Urban
  - You Can't Make Old Friends – Kenny Rogers with Dolly Parton

Meilleure chanson country
- Merry Go 'Round' – Shane McAnally, Kacey Musgraves et Josh Osborne
  - Begin Again – Taylor Swift
  - I Drive Your Truck – Jessi Alexander, Connie Harrington et Jimmy Yeary
  - Mama's Broken Heart – Brandy Clark, Shane McAnally et Kacey Musgraves
  - Mine Would Be You – Jessi Alexander, Connie Harrington et Deric Ruttan

Meilleur album country
- Same Trailer Different Park – Kacey Musgraves
  - Night Train – Jason Aldean
  - Two Lanes Of Freedom – Tim McGraw
  - Based On A True Story – Blake Shelton
  - Red – Taylor Swift

Meilleur album new age
- Love's River – Laura Sullivan
  - Lux – Brian Eno
  - Illumination – Peter Kater
  - Final Call – Kitarō
  - Awakening The Fire – R. Carlos Nakai et Will Clipman

Meilleur solo jazz improvisé
- Orbits – Wayne Shorter
  - Don't Run – Terence Blanchard
  - Song For Maura – Paquito D'Rivera
  - Song Without Words #4: Duet – Fred Hersch
  - Stadium Jazz – Donny McCaslin

Meilleur album de jazz vocal
- Liquid Spirit – Gregory Porter
  - The World According To Andy Bey – Andy Bey
  - Attachments – Lorraine Feather
  - WomanChild – Cécile McLorin Salvant
  - After Blue – Tierney Sutton

Meilleur album de jazz instrumental
- Money Jungle: Provocative In Blue – Terri Lyne Carrington
  - Guided Tour – The New Gary Burton Quartet
  - Life Forum – Gerald Clayton
  - Pushing The World Away – Kenny Garrett
  - Out Here – Christian McBride Trio

Meilleur album grand ensemble de jazz
- Night In Calisia – Randy Brecker, Włodek Pawlik Trio et Kalisz Philharmonic
  - Brooklyn Babylon – Darcy James Argue's Secret Society
  - Wild Beauty – Brussels Jazz Orchestra featuring Joe Lovano
  - March Sublime – Alan Ferber
  - Intrada – Dave Slonaker Big Band

Meilleur album de jazz latin
- Song For Maura – Paquito D'Rivera and Trio Corrente
  - La Noche Más Larga – Buika
  - Yo – Roberto Fonseca
  - Eggūn – Omar Sosa
  - Latin Jazz-Jazz Latin – Wayne Wallace Latin Jazz Quintet

Meilleure gospel/la musique chrétienne contemporaine
- Break Every Chain [Live] – Tasha Cobbs
  - Hurricane – Natalie Grant
  - Lord, I Need You – Matt Maher
  - Overcomer – Mandisa
  - If He Did It Before... Same God [Live] – Tye Tribbett

Meilleure chanson gospel
- If He Did It Before... Same God [Live] – Tye Tribbett
  - Have Your Way – Calvin Frazier et Deitrick Haddon
  - If I Believe – Wirlie Morris, Michael Paran, Charlie Wilson et Mahin Wilson
  - A Little More Jesus – Erica Campbell, Tina Campbell et Warryn Campbell
  - Still – Percy Bady

Meilleure chanson de la musique chrétienne contemporaine
- Overcomer – David Garcia, Ben Glover et Christopher Stevens
  - Hurricane – Matt Bronleewe, Natalie Grant et Cindy Morgan
  - Love Take Me Over – Steven Curtis Chapman
  - Speak Life – Toby McKeehan, Jamie Moore et Ryan Stevenson
  - Whom Shall I Fear (God Of Angel Armies) – Ed Cash, Scott Cash et Chris Tomlin

Meilleur album gospel
- Greater Than [Live] – Tye Tribbett
  - Grace [Live] – Tasha Cobbs
  - Best For Last: 20 Year Celebration Vol. 1 [Live] – Donald Lawrence
  - Best Days Yet – Bishop Paul S. Morton
  - God Chaser [Live] – William Murphy

Meilleur album de musique contemporaine chrétienne
- Overcomer – Mandisa
  - We Won't Be Shaken – Building 429
  - All The People Said Amen [Live] – Matt Maher
  - Your Grace Finds Me (Live) – Matt Redman
  - Burning Lights – Chris Tomlin

Meilleur album latin de pop
- Vida – Draco Rosa
  - Faith, Hope Y Amor – Frankie J
  - Viajero Frecuente – Ricardo Montaner
  - Syntek – Aleks Syntek
  - 12 Historias – Tommy Torres

Meilleur album latin de rock, urbain ou alternative
- Treinta Días – La Santa Cecilia
  - El Objeto Antes Llamado Disco – Café Tacvba
  - Ojo Por Ojo – El Tri
  - Chances – Illya Kuryaki and the Valderramas
  - Repeat After Me – Los Amigos Invisibles

Meilleur album mexicain régional ou tejano
- A Mi Manera – Mariachi Divas De Cindy Shea
  - El Free – Banda Los Recoditos
  - En Peligro De Extinción – Intocable
  - Romeo Y Su Nieta – Paquita la del Barrio
  - 13 Celebrando El 13 – Joan Sebastian

Meilleur album tropical latin
- Pacific Mambo Orchestra – Pacific Mambo Orchestra
  - 3.0 – Marc Anthony
  - Como Te Voy A Olvidar – Los Angeles Azules
  - Sergio George Presents Salsa Giants – Divers artistes
  - Corazón Profundo – Carlos Vives

Meilleure chanson de roots américain
- Love Has Come For You – Edie Brickell et Steve Martin
  - Build Me Up From Bones – Sarah Jarosz
  - Invisible – Steve Earle
  - Keep Your Dirty Lights On – Tim O'Brien et Darrell Scott
  - Shrimp Po-Boy, Dressed – Allen Toussaint

Meilleur album americana
- Old Yellow Moon – Emmylou Harris et Rodney Crowell
  - Love Has Come For You – Steve Martin et Edie Brickell
  - Buddy And Jim – Buddy Miller And Jim Lauderdale
  - One True Vine – Mavis Staples
  - Songbook – Allen Toussaint

Meilleur album bluegrass
- The Streets Of Baltimore – Del McCoury Band
  - It's Just A Road – The Boxcars
  - Brothers Of The Highway – Dailey & Vincent
  - This World Oft Can Be – Della Mae
  - Three Chords And The Truth – James King

Meilleur album de blues
- Get Up! – Ben Harper avec Charlie Musselwhite
  - Remembering Little Walter – Billy Boy Arnold, Charlie Musselwhite, Mark Hummel, Sugar Ray Norcia et James Harman
  - Cotton Mouth Man – James Cotton
  - Seesaw – Beth Hart et Joe Bonamassa
  - Down In Louisiana – Bobby Rush

Meilleur album folk
- My Favorite Picture Of You – Guy Clark
  - Sweetheart Of The Sun – The Greencards
  - Build Me Up From Bones – Sarah Jarosz
  - The Ash & Clay – The Milk Carton Kids
  - They All Played For Us: Arhoolie Records 50th Anniversary Celebration – Divers artistes

Meilleur album de musique régional des racines
- Dockside Sessions – Terrance Simien et The Zydeco Experience
  - The Life & Times Of...The Hot 8 Brass Band – Hot 8 Brass Band
  - Hula Ku'i – Kahulanui
  - Le Fou – Zachary Richard
  - Apache Blessing & Crown Dance Songs – Joe Tohonnie Jr.

Meilleur album reggae
- Ziggy Marley In Concert – Ziggy Marley
  - One Love, One Life – Beres Hammond
  - The Messiah – Sizzla
  - Reggae Connection – Sly & Robbie And The Jam Masters
  - Reincarnated – Snoop Lion

Meilleur album de musique du monde
- ex æquo : Live: Singing For Peace Around The World – Ladysmith Black Mambazo
- Savor Flamenco – Gipsy Kings
  - No Place For My Dream – Femi Kuti
  - The Living Room Sessions Part 2 – Ravi Shankar

Meilleur album pour enfants
- Throw A Penny In The Wishing Well – Jennifer Gasoi
  - Blue Clouds – Elizabeth Mitchell & You Are My Flower
  - The Mighty Sky – Beth Nielsen Chapman
  - Recess – Justin Roberts
  - World's Bravest Kids – Alastair Moock & Friends

Meilleur album spoken word (inclus poésie, livres audio & narration)
- America Again: Re-becoming The Greatness We Never Weren't – Stephen Colbert
  - Carrie And Me – Carol Burnett
  - Let's Explore Diabetes With Owls – David Sedaris
  - Still Foolin' 'Em – Billy Crystal
  - The Storm King – Pete Seeger

Meilleur album de comédie
- Calm Down Gurrl – Kathy Griffin
  - I'm Here To Help – Craig Ferguson
  - A Little Unprofessional – Ron White
  - Live – Tig Notaro
  - That's What I'm Talkin' About – Bob Saget

Meilleur album de spectacle musical
- Kinky Boots – Billy Porter et Stark Sands
  - Matilda: The Musical – Bertie Carvel, Sophia Gennusa, Oona Laurence, Bailey Ryon, Milly Shapiro et Lauren Ward
  - Motown The Musical – Brandon Victor Dixon et Valisia LeKae

Meilleure bande originale compilation pour les médias visuels
- Sound City: Real To Reel – Butch Vig
  - Django Unchained – Quentin Tarantino
  - The Great Gatsby (Deluxe Edition) – Baz Luhrmann
  - Les Misérables (Deluxe Edition) – Cameron Mackintosh
  - Muscle Shoals – Stephan Badger et Greg Camalier

Meilleure bande originale pour un média visuel
- Skyfall – Thomas Newman
  - Argo – Alexandre Desplat
  - The Great Gatsby – Craig Armstrong
  - Life Of Pi – Mychael Danna
  - Lincoln – John Williams
  - Zero Dark Thirty – Alexandre Desplat

Meilleure chanson écrite pour les médias visuels
- Skyfall – Adele Adkins et Paul Epworth de Skyfall
  - Atlas – Guy Berryman, Jonny Buckland, Will Champion et Chris Martin de The Hunger Games: Catching Fire
  - Silver Lining – Diane Warren de Silver Linings Playbook
  - We Both Know – Colbie Caillat et Gavin DeGraw de Safe Haven
  - Young And Beautiful – Lana Del Rey et Rick Nowels de The Great Gatsby (Deluxe Edition)
  - You've Got Time – Regina Spektor de Orange Is The New Black

Meilleure composition instrumentale
- Pensamientos For Solo Alto Saxophone And Chamber Orchestra – Clare Fischer
  - Bound Away – Chuck Owen de River Runs: A Concerto For Jazz Guitar, Saxophone & Orchestra
  - California Pictures For String Quartet – Gordon Goodwin de Pacific Premieres: New Works By California Composers
  - Koko On The Boulevard – Scott Healy de Hudson City Suite
  - String Quartet No. 1: Funky Diversions In Three Parts – Vince Mendoza de Pacific Premieres: New Works By California Composers

Meilleur arrangement instrumental
- On Green Dolphin Street – Gordon Goodwin
  - Invitation – Kim Richmond de Artistry: A Tribute To Stan Kenton
  - Side Hikes - A Ridge Away – Chuck Owen de River Runs: A Concerto For Jazz Guitar, Saxophone & Orchestra
  - Skylark – Nan Schwartz de Dusk & Dawn
  - Wild Beauty – Gil Goldstein

Meilleur(s) chanteur(s) d'arrangement instrumental d'accompagnement
- Swing Low – Gil Goldstein
  - La Vida Nos Espera – Nan Schwartz de Versiones
  - Let's Fall In Love – Chris Walden
  - The Moon's A Harsh Mistress – John Hollenbeck de Songs I Like A Lot
  - What A Wonderful World – Shelly Berg de The Standards

Meilleur forfait d'enregistrement
- Long Night Moon – Sarah Dodds et Shauna Dodds
  - Automatic Music Can Be Fun – Mike Brown, Zac Decamp, Brian Grunert et Annie Stoll
  - Magna Carta Holy Grail – Brian Roettinger
  - Metallica Through The Never (Music From The Motion Picture) – Bruce Duckworth, Sarah Moffat, Brian Steele (en) et David Turner
  - The Next Day – Jonathan Barnbrook

Meilleur forfait ou boîte spéciale en édition limitée
- Wings Over America (Deluxe Edition) – Simon Earith et James Musgrave
  - The Brussels Affair – Charles Dooher et Scott Sandler
  - How Do You Do (Limited Edition Box Set) – Mayer Hawthorne
  - The Road To Red Rocks (Special Edition) Ross Stirling
  - The Smith Tapes – Masaki Koike

Meilleurs notes d'album
Meilleur album historique
Best Engineered Album, Non-Classical
Producer Of The Year, Non-Classical
Best Remixed Recording, Non-Classical
Best Surround Sound Album
Best Engineered Album, Classical
Producer Of The Year, Classical
Best Orchestral Performance
Best Opera Recording
Best Choral Performance
Best Chamber Music/Small Ensemble Performance
Meilleure prestation classique solo
Meilleure prestation classique vocal solo
Best Classical Compendium
Best Contemporary Classical Composition
Meilleur clip vidéo
Best Music Film